# Asiactenius tekkensis
Asiactenius tekkensis är en skalbaggsart som beskrevs av Edmund Reitter 1889. Asiactenius tekkensis ingår i släktet Asiactenius och familjen Melolonthidae. Inga underarter finns listade.